# Westby-with-Plumptons
Westby-with-Plumptons is een civil parish in het bestuurlijke gebied Fylde, in het Engelse graafschap Lancashire met 1205 inwoners.